# Episodi di Eve (serie televisiva 2003) (prima stagione)
La prima stagione della serie televisiva Eve è stata trasmessa in anteprima negli Stati Uniti d'America dalla UPN dal 15 settembre 2003 al 24 maggio 2004.
In Italia la stagione viene trasmessa su Canale 21 dall'8 giugno al 29 settembre 2024 in versione sottotitolata ogni sabato e domenica alle 11:20 con un episodio a settimana (tranne il 28 settembre alle 11:00 e il 29 settembre quando trasmettono i 2 episodi finali, alle 11:20). Gli primi 10 episodi furono trasmessi dallo stesso mese al 7 luglio dello stesso anno, saltando gli episodi 11 (poi trasmessa il 1º dicembre successivo) e 13. Gli episodi successivi vanno in onda dal 24 agosto al 29 settembre dello stesso anno sempre sulla stessa rete, saltando il quindicesimo episodio.
| nº | Titolo originale                | Titolo italiano | Prima TV USA      | Prima TV Italia   |
| -- | ------------------------------- | --------------- | ----------------- | ----------------- |
| 1  | Worst First Date Ever           | Episodio pilota | 15 settembre 2003 | 8 giugno 2024     |
| 2  | Condom Mania                    |                 | 22 settembre 2003 | 9 giugno 2024     |
| 3  | She Snoops to Conquer           |                 | 29 settembre 2003 | 15 giugno 2024    |
| 4  | The Talk                        |                 | 6 ottobre 2003    | 16 giugno 2024    |
| 5  | Ego, Trips n' Salsa             |                 | 13 ottobre 2003   | 22 giugno 2024    |
| 6  | CheckTease                      |                 | 20 ottobre 2003   | 23 giugno 2024    |
| 7  | Player Down                     |                 | 3 novembre 2003   | 29 giugno 2024    |
| 8  | Hi Mom                          |                 | 17 novembre 2003  | 30 giugno 2024    |
| 9  | Private Dancer                  |                 | 18 novembre 2003  | 6 luglio 2024     |
| 10 | The Ex Factor                   |                 | 24 novembre 2003  | 7 luglio 2024     |
| 11 | Twas the Fight Before Christmas | Speciale Natale | 15 dicembre 2003  | 1º dicembre 2024  |
| 12 | Just the Three of Us            |                 | 12 gennaio 2004   | 24 agosto 2024    |
| 13 | Valentine's Day Reloaded        |                 | 9 febbraio 2004   | inedito           |
| 14 | Sister, Sister                  |                 | 16 febbraio 2004  | 25 agosto 2024    |
| 15 | Porn Free                       |                 | 23 febbraio 2004  | inedito           |
| 16 | Party All the Time              |                 | 1º marzo 2004     | 31 agosto 2024    |
| 17 | Hair Is Stronger Than Pride     |                 | 29 marzo 2004     | 1º settembre 2024 |
| 18 | Ride or Die Chick               |                 | 3 maggio 2004     | 7 settembre 2024  |
| 19 | Pimps Up, DivaStyle Down        |                 | 10 maggio 2004    | 8 settembre 2024  |
| 20 | For Love and Money              |                 | 17 maggio 2004    | 28 settembre 2024 |
| 21 | They've Come Undone (Part 1)    |                 | 24 maggio 2004    | 29 settembre 2024 |
| 22 | They've Come Undone (Part 2)    |                 | 24 maggio 2004    | 29 settembre 2024 |